# Gustavo Bergalli
Gustavo Bergalli (Buenos Aires, 1940) es un músico argentino de jazz, trompetista y director de big band. 

## Vida
A la edad de doce años inició sus primeras lecciones de trompeta, y ya de adolescente quedó fascinado con la maestría de Louis Armstrong, a quien convirtió en su alter ego
Bergalli, con los años, escogerá un rumbo muy personal en el jazz latinoamericano, a partir de las impresiones perdurables que dejaron en él trompetistas del nivel de Dizzy Gillespie, Roy Eldridge y, de manera muy particular, Clifford Brown.
En sus comienzos Gustavo Bergalli participó en conjuntos tales como el de Gato Barbieri, Michel Legrand, y en dos de los grupos, de mayor renombre en el contexto jazzístico latinoamericano : el Quinteplus y el Buenos Aires Jazz Quartet. Formó parte, a mediados de los 60 de la orquesta de La Mosca Verde, famoso boliche geselino.
En 1975, Gustavo Bergalli se mudó al extranjero, a Estocolmo, Suecia, en donde se transformó en uno de los trompetistas más estimados y más reputados en Escandinavia. Durante un período, de casi tres décadas, asentado en Estocolmo , condujo su propio quinteto, tocando, preferentemente, con la gran Banda de Jazz de la Radio Nacional de Suecia y con la orquesta del jazz de Estocolmo; al mismo tiempo que acompañó a muchas celebridades, tales como, Bob Brookmeyer, Bob Mintzer, Jim McNeely, Joe Lovano, Phil Woods, Jimmy Heath, Maria Schneider and John Scofield. 
En estas misma época, Bergalli hizo presentaciones regulares en Europa con un número variado de bandas, entre las que se destaca el Klaus Ignatzek Quintet. Sus grabaciones más prominentes, incluyen cuatro, en el papel de conductor, y una decena de otras como solista con figuras tan destacadas como, Paquito D'Rivera y Carlos Francetti. 
En 1992 recibió una beca de la fundación norteamericana de Laila y Charles Gavatin para la música del jazz. 
A finales del año 2005 Gutavo Bergalli se trasladó a Buenos Aires para emprender algunas tareas pedagógicas en Argentina, en la enseñanza de la trompeta a nuevas generaciones emergentes.
En 2015 la Fundación Konex le otorgó el Premio Konex como uno de los mejores solistas de jazz de la década en la Argentina.
- Datos: Q457523